# Bourdeilles
Bourdeilles (trong tiếng Occitan: Bordelha) là một xã, nằm ở tỉnh Dordogne vùng Aquitaine của Pháp. Xã này có diện tích 21,85 km², dân số năm 2004 là 784 người. Xã nằm ở khu vực có độ cao trung bình 113 m trên mực nước biển.

## Thông tin nhân khẩu
Nguồn: INSEE  và Cassini 
| 1793  | 1800  | 1806  | 1821  | 1831  | 1836  | 1841  | 1846  | 1851  |
| ----- | ----- | ----- | ----- | ----- | ----- | ----- | ----- | ----- |
| 1 559 | 1 727 | 1 708 | 1 759 | 1 638 | 1 557 | 1 485 | 1 569 | 1 618 |

| 1856  | 1861  | 1866  | 1872  | 1876  | 1881  | 1886  | 1891  | 1896  |
| ----- | ----- | ----- | ----- | ----- | ----- | ----- | ----- | ----- |
| 1 552 | 1 481 | 1 404 | 1 458 | 1 386 | 1 270 | 1 254 | 1 220 | 1 128 |

| 1901  | 1906  | 1911  | 1921 | 1926 | 1931 | 1936 | 1946 | 1954 |
| ----- | ----- | ----- | ---- | ---- | ---- | ---- | ---- | ---- |
| 1 112 | 1 125 | 1 082 | 991  | 979  | 972  | 914  | 875  | 788  |

| 1962                                         | 1968 | 1975 | 1982 | 1990 | 1999 | 2004 | - | - |
| -------------------------------------------- | ---- | ---- | ---- | ---- | ---- | ---- | - | - |
| 803                                          | 721  | 654  | 728  | 811  | 777  | 784  | - | - |
| Số liệu kể từ 1962 : dân số không tính trùng |      |      |      |      |      |      |   |   |